# Charmant
Charmant est une ancienne commune du Sud-Ouest de la France, située dans le département de la Charente, en région Nouvelle-Aquitaine, devenue le 1er janvier 2016 une commune déléguée au sein de la commune nouvelle de Boisné-La Tude.

## Géographie

### Localisation et accès
Charmant est une commune située à 17 km au sud d'Angoulême et 11 km au nord de Montmoreau-Saint-Cybard, à l'est de la D 674 d'Angoulême à Libourne.
Charmant est aussi à 8 km de Mouthiers-sur-Boëme et de Villebois-Lavalette, 12 km de Blanzac.
La D 674 limite la commune à l'ouest, à 2 km du bourg. La D 5 de La Rochebeaucourt à Barbezieux par Villebois-Lavalette et Blanzac passe au pied du bourg et traverse la commune d'est en ouest. La D 39 relie le bourg à cette route.
Le tunnel de Livernant est celui de la voie ferrée Paris-Bordeaux lorsqu'elle franchit la ligne de partage des eaux Gironde-Charente. Ce tunnel fait 1,4 km de long et se trouve entièrement sur la commune.

### Hameaux et lieux-dits
La commune compte quelques petits hameaux, comme la Gare de Charmant à l'ouest, près de la voie ferrée, la Côte, à l'ouest du bourg, mais surtout de nombreuses fermes : la Grèse, les Tiers, chez Jeanmay, Livernant, le Maine Joubert, le Maine Bardon, Ligeasson, Bonnauron, le Maine Groyer, le Palnard, etc.

### Communes limitrophes
|                     | Fouquebrune               |                             |
| Chadurie            | Charmant                  | Juillaguet (Boisné-La Tude) |
| Aignes-et-Puypéroux | Chavenat (Boisné-La Tude) | Ronsenac                    |

### Géologie et relief
Géologiquement, la commune de Charmant est dans la zone calcaire du Bassin aquitain datant du Crétacé supérieur, comme toute la moitié sud de la Charente.
On trouve le Coniacien et le Santonien sur la partie au nord du bourg inclus. Le sud de la commune est occupé par le Campanien, et une cuesta assez creusée et par paliers faisant face au nord marque un dénivelé sensible. On peut suivre cet escarpement d'est en ouest dans tout le sud de la Charente, entre Gurat et le sud de Cognac, par Jurignac et Bouteville.
Deux failles perpendiculaires traversent la commune.
Les crêtes boisées en limite orientale (limite de Juillaguet) et au sud-ouest de la commune (hauteurs de Livernant) sont recouvertes de dépôts du Tertiaire (Lutétien), composé de galets, grès et argiles. Ces dépôts ont été altérés lors du Quaternaire. On trouve aussi des colluvions du Pléistocène (sables calcaires) par endroits sur les flancs (le Maine Bardon, gare de Charmant),,.
Le point culminant de la commune est à une altitude de 203 m, situé au sud-est en limite avec Juillaguet, mais les hauteurs de tout le sud de la commune approximent souvent les 200 m. Le point le plus bas est à 89 m, situé en limite nord au pont des Tempes. Le bourg, construit sur une hauteur adossée sur la cuesta et dominant la vallée est à 140 m d'altitude.

### Hydrographie

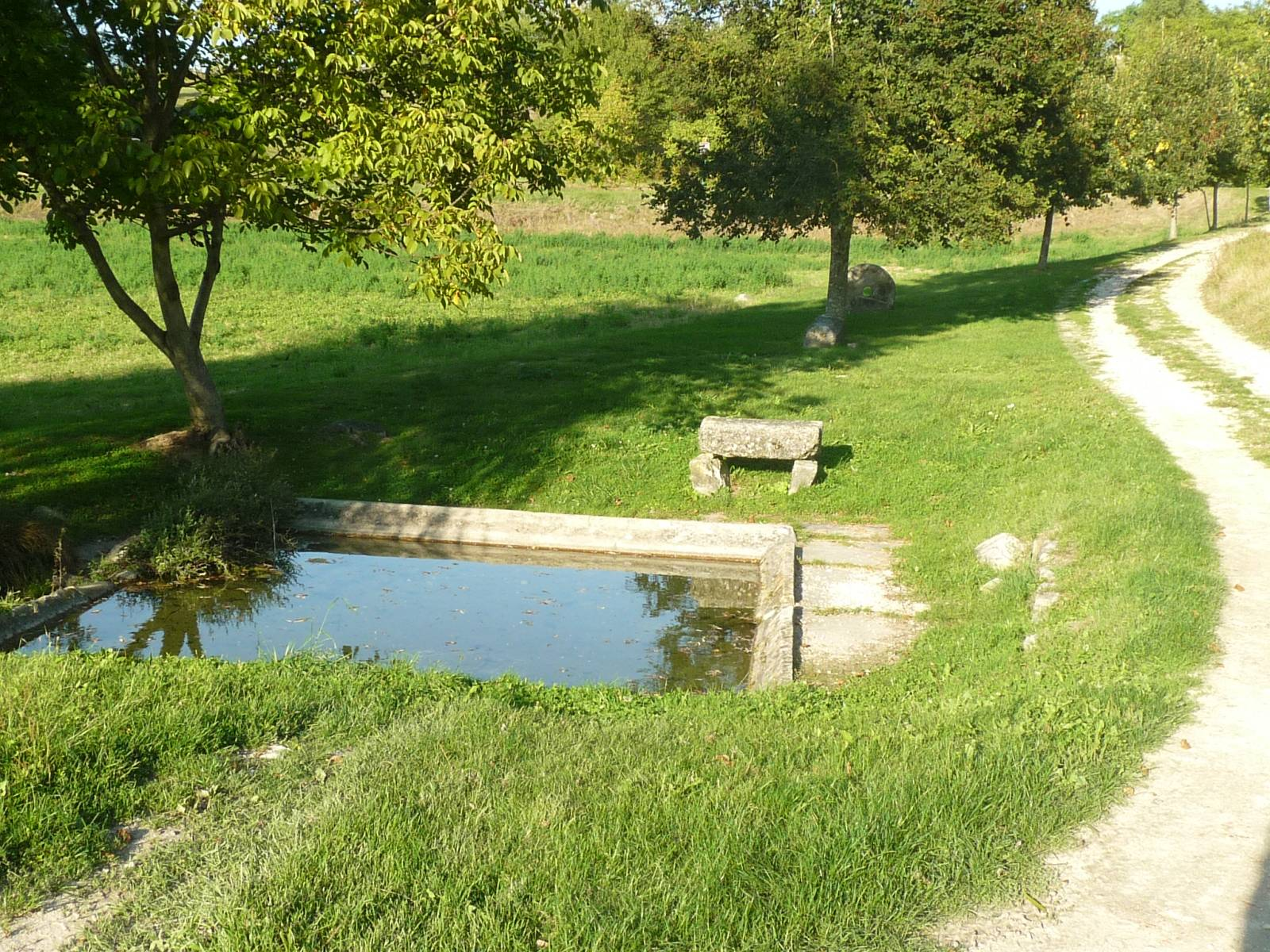
Fontaine au pied du bourg

Une des sources de la Boëme se trouve au pied de la colline sur laquelle se trouve le bourg de Charmant; la Boëme est un affluent de la Charente qui passe à Mouthiers et La Couronne.
Le ruisseau des Tempes, autre petit affluent qui rassemble des ruisseaux temporaires drainant la vaste plaine au nord-est de la commune fait la limite nord. Un autre affluent prend sa source non loin de la gare de Charmant.
La ligne de partage des eaux entre Gironde et Charente traverse le sud de la commune, et la Tude, affluent de la Dronne dans le bassin versant de la Dordogne, passe en limite sud de commune. Elle prend sa source dans la commune voisine de Juillaguet. Deux petits affluents prenant naissance dans la commune rejoignent la Tude : l'Eau Morte, ruisseau à sec en été longeant la voie ferrée, et un court ruisseau descendant de chez Jeanmay.

### Climat
Comme dans les trois quarts sud et ouest du département, le climat est océanique aquitain.

## Toponymie
Les formes anciennes sont Carmento en 1060-1075, Carment, Charmentis en 1117, Charment, Charmenz en 1110, Charmens en 1405.
Selon Dottin, *Caromantia signifie « la hauteur amie ». Caro- (ami) et manti- (grandeur) sont des termes de noms gaulois; comparer avec Carantona, « la rivière amie », la Charente. En effet, Charmant est sur une hauteur.
Selon Dauzat, l'origine du nom de Charmant remonterait à un nom de personne gallo-romain Carmentus (comme la déesse Carmentis).

## Histoire
Le chemin Boisné, ancienne voie romaine de Saintes à Périgueux, passe au pied du village dans la vallée. C'est à peu près l'actuelle route de Villebois-Lavalette. Certains historiens ont longtemps soupçonné Charmant d'être la localisation de Sarrum de la Table de Peutinger.
Au XIIIe siècle, selon certains auteurs, Charmant était le siège d'une commanderie de Templiers, dont les bâtiments occupaient une grande partie de la crête, et dont l'église actuelle faisait partie. Il n'en reste que peu de vestiges, et aucune trace écrite ne vient confirmer cette affirmation. L'ancien château ou logis, près de l'église, date de la fin du XVIe siècle et a appartenu à la famille de Fédic (orthographié aussi de Feydicq). Ce château a aussi été désigné au XVIIIe siècle sous le nom de « maison noble de la Vergne ».
Le logis de Livernan, situé au-dessus de l'entrée du tunnel, était une maison noble qui a appartenu au XVIIIe siècle à la famille Guy de Ferrière, de Champniers, qui possédait aussi Pontlevin à Champmillon,.
La paroisse de Charmant dépendait autrefois de l'archiprêtré de Pérignac.
La commune possédait aussi une gare sur la ligne Paris-Bordeaux, et les trains entre Angoulême et Bordeaux s'y arrêtaient entre 1852 et la seconde moitié du XXe siècle. Pendant la première moitié du XXe siècle, la commune était aussi desservie par la petite ligne ferroviaire d'intérêt local à voie métrique des Chemins de fer économiques des Charentes allant de Blanzac à Villebois-Lavalette. Il y avait un arrêt à la gare et une halte facultative au pied du bourg.
Au début du XXe siècle, la seule industrie sur la commune était le petit moulin Bâtraud, sur la Tude, qui ne travaillait que pour les fermiers des environs.

## Administration

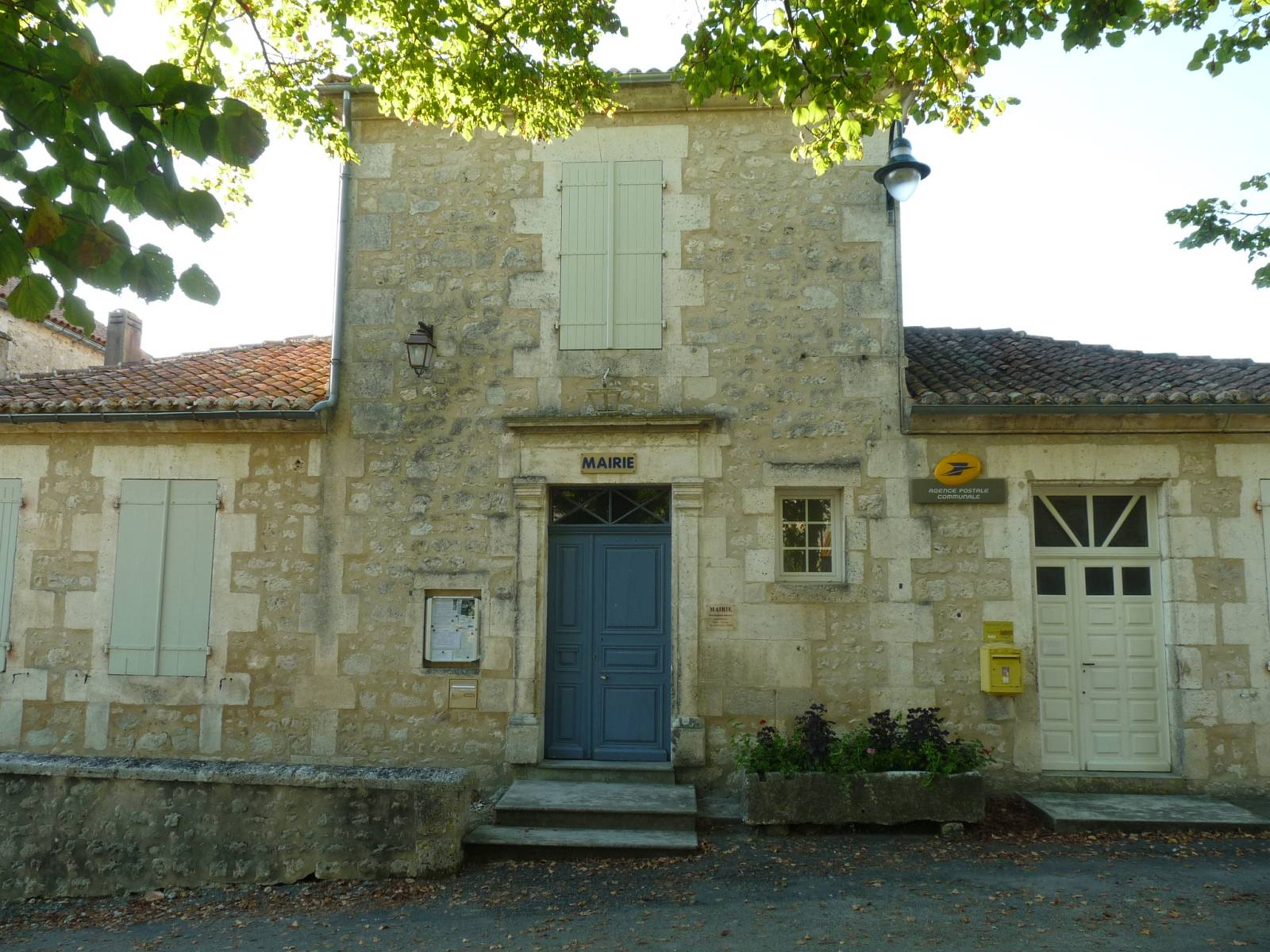
La mairie de Charmant

| Période                                  | Période      | Identité                                    | Étiquette | Qualité                              |
| ---------------------------------------- | ------------ | ------------------------------------------- | --------- | ------------------------------------ |
| ?                                        | ?            | Guy de Robinet de Plas (1887-1963)          |           |                                      |
| ?                                        | ?            | Camille Michaud (1884-1939)                 |           | Propriétaire et négociant            |
| 1947                                     | 1971         | Albert Galteau (1912-2003)                  |           |                                      |
| 1971                                     | 1989         | Jean Michaud (1913-1993, fils de C.Michaud) | DVD       | Transporteur à Marseille, commerçant |
| 1989                                     | 2006 (décès) | Bernard Dissard (1943-2006)                 | DVD       | Agriculteur                          |
| 2006                                     | 2014         | Jean-Jacques Moreau                         | SE        | Employé de banque                    |
| 2014                                     | 2016         | Jacques Varaillon-Laborie                   | DVD       | Retraité de la fonction publique     |
| Les données manquantes sont à compléter. |              |                                             |           |                                      |

## Démographie

### Évolution démographique
L'évolution du nombre d'habitants est connue à travers les recensements de la population effectués dans la commune depuis 1793. À partir du 1er janvier 2009, les populations légales des communes sont publiées annuellement dans le cadre d'un recensement qui repose désormais sur une collecte d'information annuelle, concernant successivement tous les territoires communaux au cours d'une période de cinq ans. 
Pour les communes de moins de 10 000 habitants, une enquête de recensement portant sur toute la population est réalisée tous les cinq ans, les populations légales des années intermédiaires étant quant à elles estimées par interpolation ou extrapolation. Pour la commune, le premier recensement exhaustif entrant dans le cadre du nouveau dispositif a été réalisé en 2008,.
En 2013, la commune comptait 361 habitants, en évolution de +13,88 % par rapport à 2008 (Charente : +0,65 %, France hors Mayotte : +2,49 %).
| 1793 | 1800 | 1806 | 1821 | 1831 | 1841 | 1846 | 1851 | 1856 |
| ---- | ---- | ---- | ---- | ---- | ---- | ---- | ---- | ---- |
| 619  | 593  | 610  | 619  | 676  | 686  | 824  | 635  | 642  |

| 1861 | 1866 | 1872 | 1876 | 1881 | 1886 | 1891 | 1896 | 1901 |
| ---- | ---- | ---- | ---- | ---- | ---- | ---- | ---- | ---- |
| 553  | 619  | 539  | 550  | 539  | 476  | 459  | 485  | 450  |

| 1906 | 1911 | 1921 | 1926 | 1931 | 1936 | 1946 | 1954 | 1962 |
| ---- | ---- | ---- | ---- | ---- | ---- | ---- | ---- | ---- |
| 433  | 417  | 436  | 427  | 418  | 402  | 428  | 405  | 382  |

| 1968 | 1975 | 1982 | 1990 | 1999 | 2008 | 2013 | - | - |
| ---- | ---- | ---- | ---- | ---- | ---- | ---- | - | - |
| 307  | 270  | 265  | 323  | 327  | 317  | 361  | - | - |

### Pyramide des âges
| Hommes | Classe d’âge | Femmes |
| ------ | ------------ | ------ |
| 0,6    | 90 ans ou +  | 0,7    |
| 6,0    | 75 à 89 ans  | 6,7    |
| 13,1   | 60 à 74 ans  | 12,8   |
| 28,0   | 45 à 59 ans  | 25,5   |
| 19,6   | 30 à 44 ans  | 20,8   |
| 14,3   | 15 à 29 ans  | 14,1   |
| 18,5   | 0 à 14 ans   | 19,5   |

| Hommes | Classe d’âge | Femmes |
| ------ | ------------ | ------ |
| 0,5    | 90 ans ou +  | 1,6    |
| 8,2    | 75 à 89 ans  | 11,8   |
| 15,2   | 60 à 74 ans  | 15,8   |
| 22,3   | 45 à 59 ans  | 21,5   |
| 20,0   | 30 à 44 ans  | 19,2   |
| 16,7   | 15 à 29 ans  | 14,7   |
| 17,1   | 0 à 14 ans   | 15,4   |

## Équipements, services et vie locale

### Enseignement

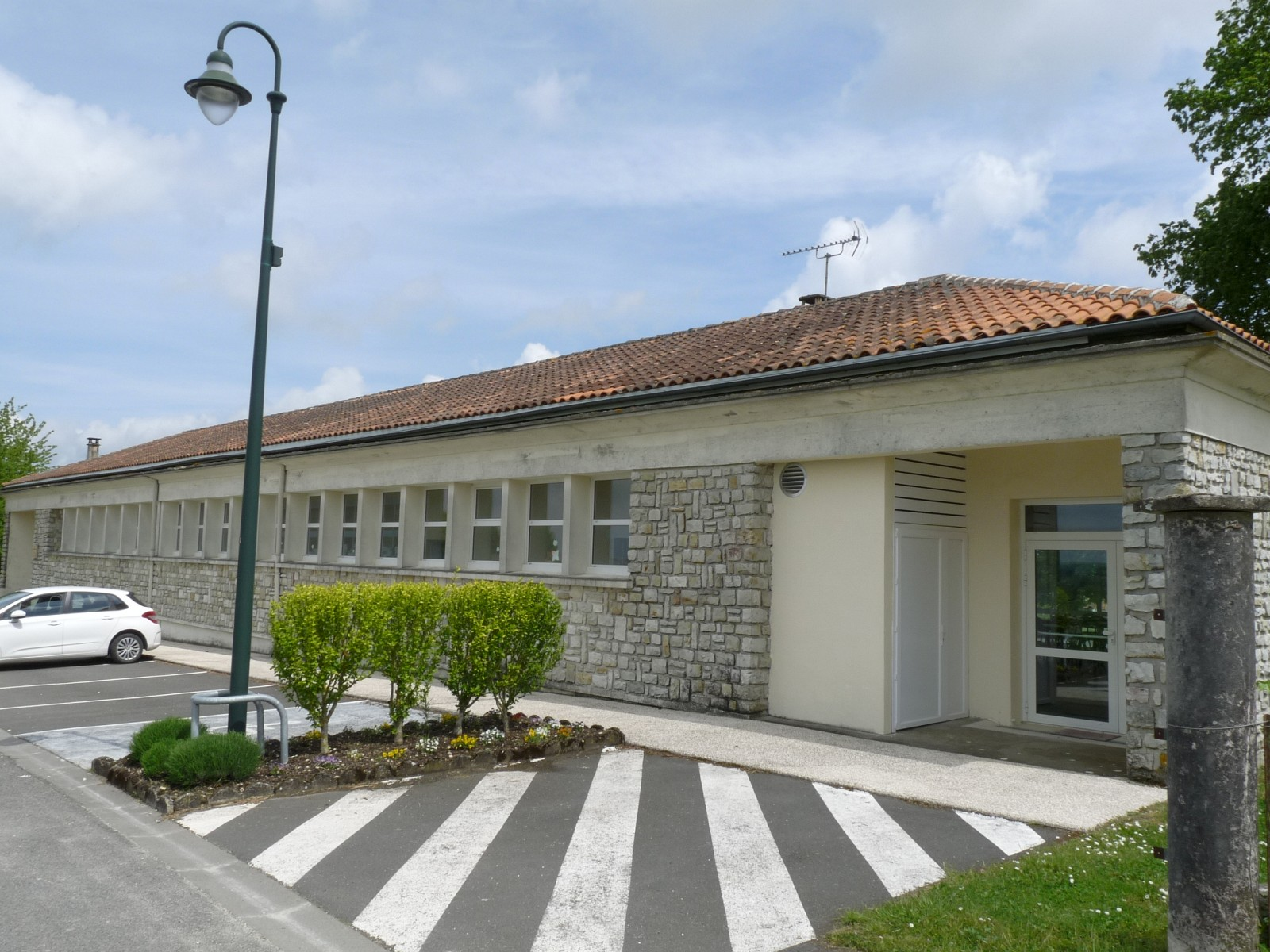
L'école communale

L'école est un regroupement pédagogique intercommunal (RPI) entre Charmant et Ronsenac. Ronsenac accueille l'école primaire, et Charmant l'école élémentaire, Albert- Galteau, située près du bourg.

## Lieux et monuments
L'église paroissiale Notre-Dame date de la fin du XIe siècle. Elle est romane et comporte un clocher remarquable, en pyramide octogonale. Ce clocher, détruit par un orage, fut reconstruit en 1843. À l'intérieur subsistent quelques belles peintures murales, dont une de l'Assomption. Deux croix pattées sculptées sur sa façade à gauche du portail peuvent faire croire qu'elle a été une possession templière au XIIIe siècle. Elle a été classée monument historique en 1846.
Derrière l'église on accède à un magnifique petit jardin de curé.
Au nord de l'église, le château est un ancien logis qui forme un bâtiment avec deux niveaux de galeries, une tourelle d'angle en encorbellement et un escalier intérieur remarquable. Il présente aussi une façade nord ajourée d'une galerie à arcades. Il est classé monument historique depuis 1925,,.

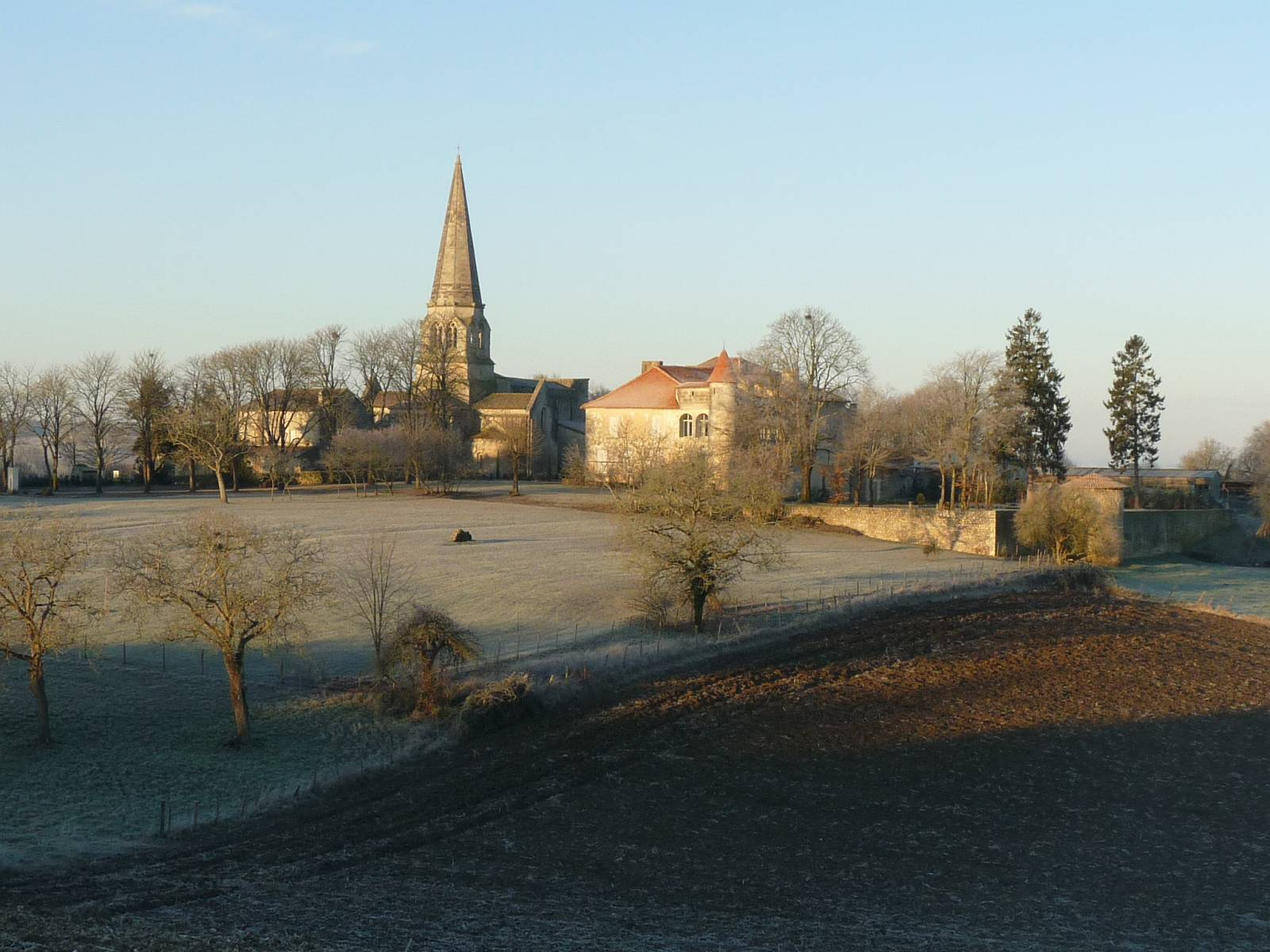
Vue générale du bourg
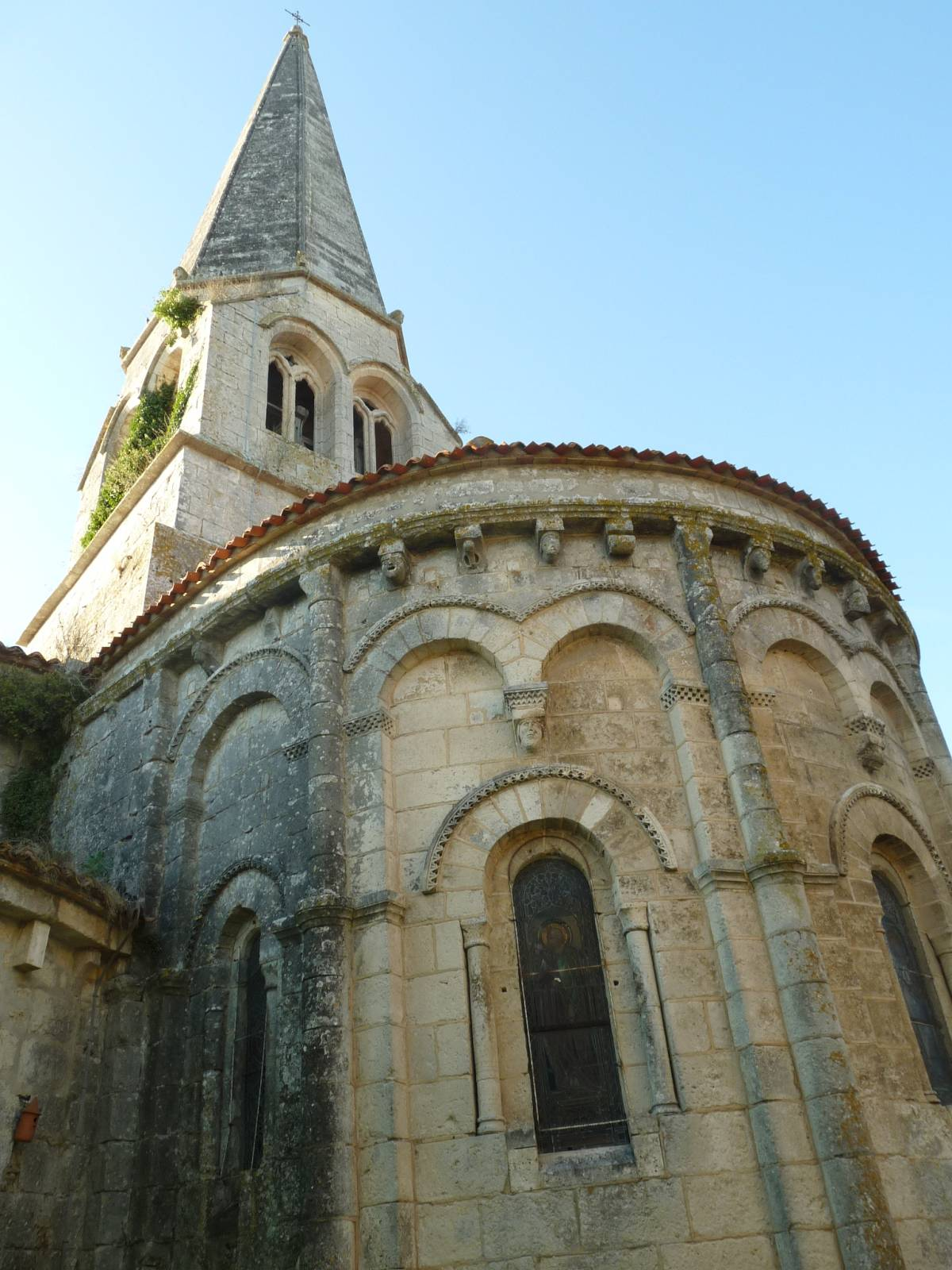
Église de Charmant
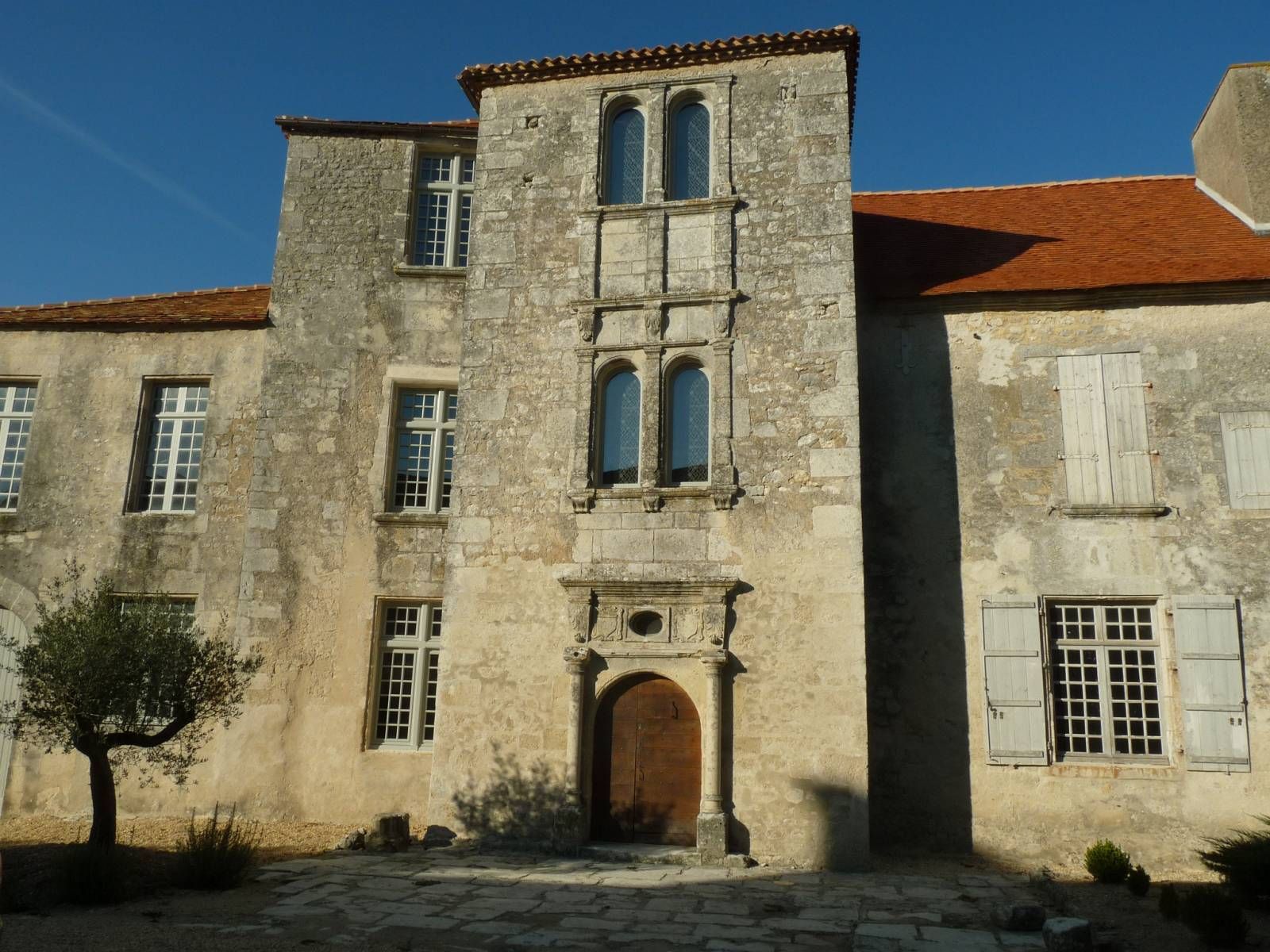
Château de Charmant
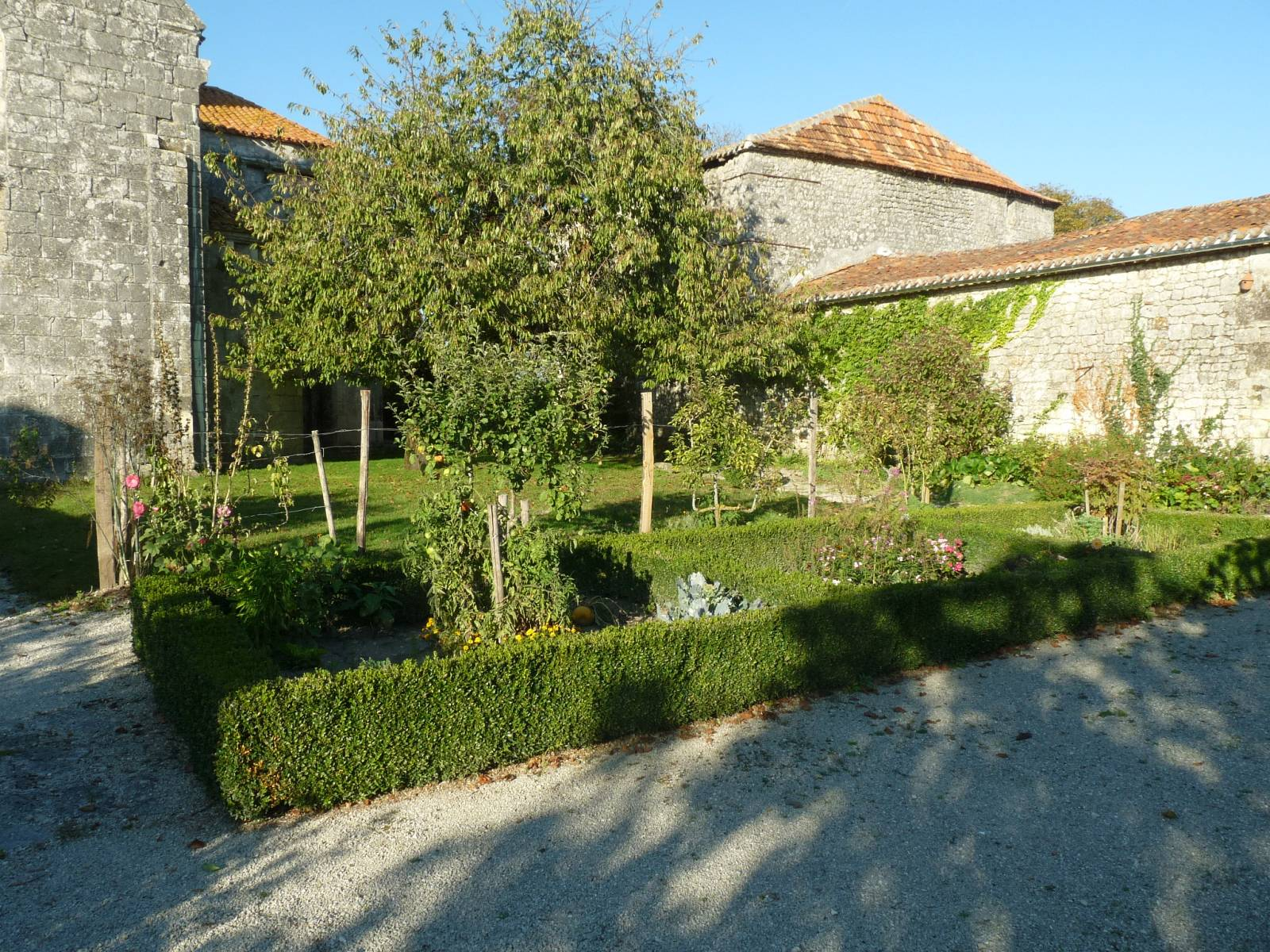
Jardin de curé de l'église
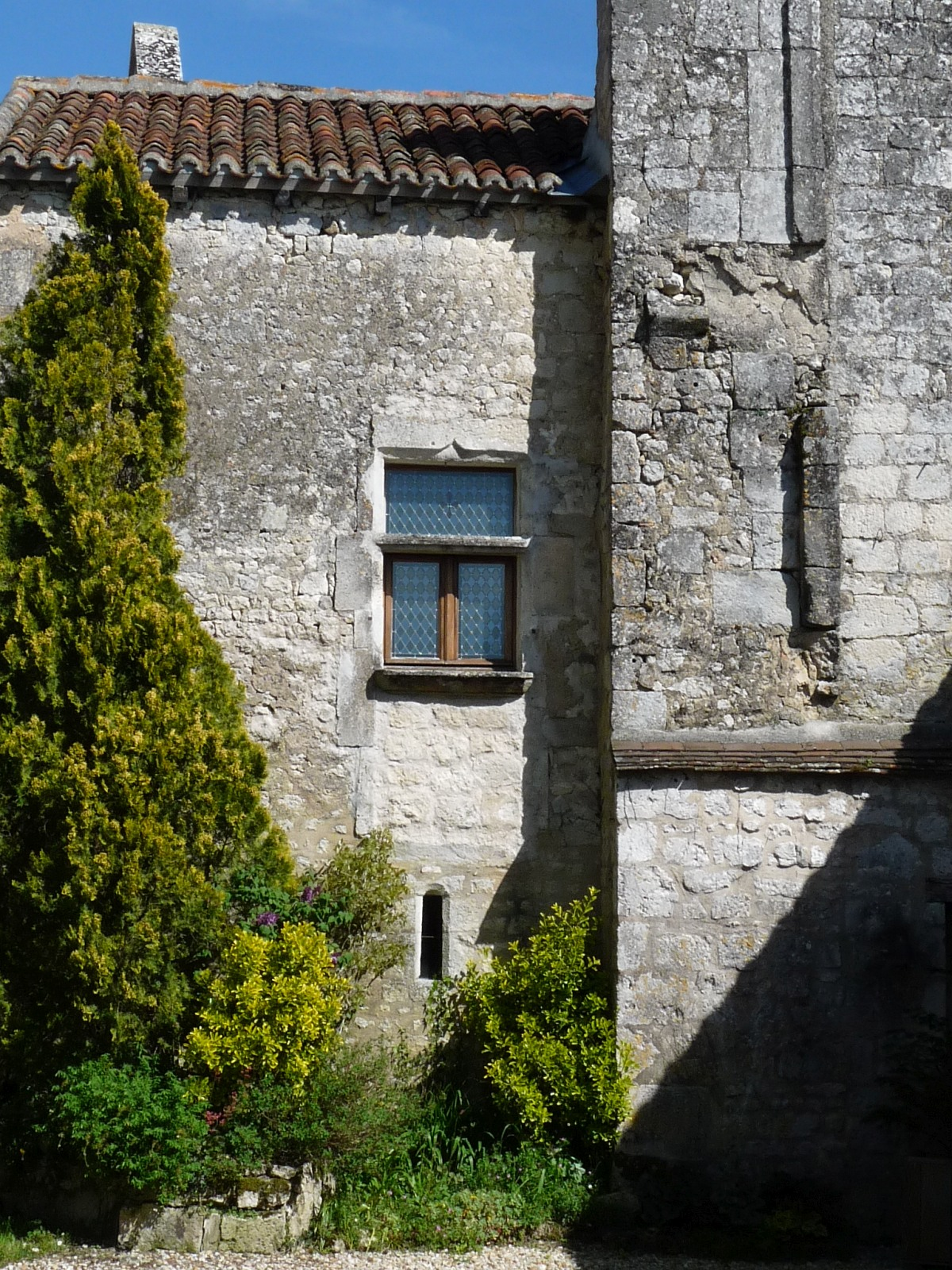
Maison ancienne, au sud de l'église

## Personnalités liées à la commune
- Paul-Marie Coûteaux (1956-), homme politique, vit à Charmant.